# Marko Daňo
Marko Daňo (né le 30 novembre 1994 à Eisenstadt en Autriche) est un joueur professionnel slovaque de hockey sur glace. Il évolue au poste de centre. Il est le fils de Jozef Daňo.

## Biographie

### Carrière en club
Formé au Dukla Trenčín, il commence sa carrière professionnelle avec cette équipe qui évolue dans l'Extraliga slovaque. Après avoir joué 8 matchs avec Trenčín en 2010-2011, il est repêché au 60e rang par les Cougars de Prince George de la Ligue de hockey de l'Ouest lors de la sélection européenne de la Ligue canadienne de hockey. Il ne jouera jamais pour les Cougars puisqu'il joue une autre saison en Slovaquie puis au terme de la saison 2011-2012, il est choisi en 32e position par le HC Slovan Bratislava lors du repêchage d'entrée dans la KHL 2012. Il joue sa première saison avec l'équipe de Bratislava lors de la saison 2012-2013 de la KHL puis après cette saison, il est repêché en 27e position par les Blue Jackets de Columbus lors du premier tour du repêchage d'entrée dans la LNH 2013. Il joue une autre saison en KHL en 2013-2014 puis en mars 2014, il signe un contrat de trois ans avec les Blue Jackets. Lors de cette même saison, il commence sa carrière nord-américaine en jouant 10 matchs avec les Falcons de Springfield, club-école des Blue Jackets dans la Ligue américaine de hockey. Il fait ses débuts dans la Ligue nationale de hockey la saison suivante et participe à 35 parties avec les Blue Jackets où il réalise 21 points en plus de jouer 39 autres parties dans la LAH.
Le 30 juin 2015, il est échangé aux Blackhawks de Chicago en compagnie de Artiom Anissimov, Jeremy Morin et Corey Tropp contre Brandon Saad, Alex Broadhurst et Michael Paliotta.
Le 25 février 2016, il est échangé aux Jets de Winnipeg avec un choix de premier tour de 2016 et un choix conditionnel au repêchage de 2018 par les Blackhawks de Chicago contre Andrew Ladd ainsi que Jay Harrison et Matt Fraser qui évoluent tous les deux dans la Ligue américaine de hockey.
Le 15 octobre 2018, il est réclamé au ballottage par l'Avalanche du Colorado.

### Carrière internationale
Il représente la Slovaquie au niveau international. Il prend part aux sélections jeunes. Il participe à son premier championnat du monde senior en 2013. Il est sélectionné pour les Jeux olympiques de 2022 durant lesquels la Slovaquie remporte la médaille de bronze.

## Statistiques

### En club
| Saison     | Équipe                   | Ligue              |     | Saison régulière | Saison régulière | Saison régulière | Saison régulière | Saison régulière |   | Séries éliminatoires | Séries éliminatoires | Séries éliminatoires | Séries éliminatoires | Séries éliminatoires |
| Saison     | Équipe                   | Ligue              | PJ  | B                | A                | Pts              | Pun              | PJ               | B | A                    | Pts                  | Pun                  |                      |                      |
| 2010-2011  | Dukla Trenčín            | Extraliga slovaque | 8   | 0                | 1                | 1                | 10               | 3                | 0 | 0                    | 0                    | 0                    |                      |                      |
| 2011-2012  | Dukla Trenčín            | Extraliga slovaque | 32  | 4                | 6                | 10               | 12               | 9                | 0 | 3                    | 3                    | 18                   |                      |                      |
| 2012-2013  | HC Slovan Bratislava     | KHL                | 37  | 3                | 4                | 7                | 26               | 4                | 0 | 0                    | 0                    | 4                    |                      |                      |
| 2013-2014  | HC Slovan Bratislava     | KHL                | 41  | 3                | 2                | 5                | 41               | -                | - | -                    | -                    | -                    |                      |                      |
| 2013-2014  | Falcons de Springfield   | LAH                | 10  | 2                | 4                | 6                | 4                | 5                | 0 | 2                    | 2                    | 0                    |                      |                      |
| 2014-2015  | Blue Jackets de Columbus | LNH                | 35  | 8                | 13               | 21               | 14               | -                | - | -                    | -                    | -                    |                      |                      |
| 2014-2015  | Falcons de Springfield   | LAH                | 39  | 11               | 8                | 19               | 34               | -                | - | -                    | -                    | -                    |                      |                      |
| 2015-2016  | IceHogs de Rockford      | LAH                | 34  | 4                | 19               | 23               | 40               | -                | - | -                    | -                    | -                    |                      |                      |
| 2015-2016  | Blackhawks de Chicago    | LNH                | 13  | 1                | 1                | 2                | 2                | -                | - | -                    | -                    | -                    |                      |                      |
| 2015-2016  | Jets de Winnipeg         | LNH                | 21  | 4                | 4                | 8                | 8                | -                | - | -                    | -                    | -                    |                      |                      |
| 2016-2017  | Moose du Manitoba        | LAH                | 6   | 0                | 2                | 2                | 4                | -                | - | -                    | -                    | -                    |                      |                      |
| 2016-2017  | Jets de Winnipeg         | LNH                | 38  | 4                | 7                | 11               | 10               | -                | - | -                    | -                    | -                    |                      |                      |
| 2017-2018  | Jets de Winnipeg         | LNH                | 23  | 2                | 1                | 3                | 6                | -                | - | -                    | -                    | -                    |                      |                      |
| 2018-2019  | Avalanche du Colorado    | LNH                | 8   | 0                | 0                | 0                | 7                | -                | - | -                    | -                    | -                    |                      |                      |
| 2018-2019  | Moose du Manitoba        | LAH                | 51  | 12               | 18               | 30               | 75               | -                | - | -                    | -                    | -                    |                      |                      |
| 2019-2020  | Monsters de Cleveland    | LAH                | 46  | 4                | 15               | 19               | 86               | -                | - | -                    | -                    | -                    |                      |                      |
| 2019-2020  | Blue Jackets de Columbus | LNH                | 3   | 0                | 0                | 0                | 2                | -                | - | -                    | -                    | -                    |                      |                      |
| 2020-2021  | Dukla Trenčín            | Extraliga slovaque | 2   | 2                | 1                | 3                | 4                | -                | - | -                    | -                    | -                    |                      |                      |
| 2020-2021  | Moose du Manitoba        | LAH                | 13  | 1                | 2                | 3                | 10               | -                | - | -                    | -                    | -                    |                      |                      |
| 2021-2022  | HC Oceláři Třinec        | Extraliga Tch.     | 36  | 10               | 6                | 16               | 48               | 12               | 3 | 0                    | 3                    | 2                    |                      |                      |
| 2022-2023  | HC Oceláři Třinec        | Extraliga Tch.     | 51  | 29               | 22               | 51               | 36               | 20               | 3 | 6                    | 9                    | 14                   |                      |                      |
| 2023-2024  | HC Oceláři Třinec        | Extraliga Tch.     | 26  | 13               | 13               | 26               | 16               | 21               | 6 | 6                    | 12                   | 19                   |                      |                      |
| Totaux LNH | Totaux LNH               | Totaux LNH         | 141 | 19               | 26               | 45               | 49               | -                | - | -                    | -                    | -                    |                      |                      |

### En équipe nationale
| Année | Équipe        | Compétition                     |   | PJ | B | A  | Pts | Pun | +/-                        |  | Résultat |
| 2011  | Slovaquie U18 | Championnat du monde -18 ans    | 6 | 2  | 2 | 4  | 17  | -1  | Dixième place              |  |          |
| 2012  | Slovaquie U20 | Championnat du monde junior     | 6 | 1  | 2 | 3  | 6   | +5  | Sixième place              |  |          |
| 2012  | Slovaquie U18 | Championnat du monde -18 ans D1 | 5 | 10 | 3 | 13 | 10  | -2  | Première place du groupe A |  |          |
| 2013  | Slovaquie U20 | Championnat du monde junior     | 6 | 4  | 5 | 9  | 12  | -1  | Huitième place             |  |          |
| 2013  | Slovaquie     | Championnat du monde            | 5 | 1  | 1 | 2  | 4   | -1  | Huitième place             |  |          |
| 2014  | Slovaquie U20 | Championnat du monde junior     | 5 | 2  | 1 | 3  | 4   | +1  | Huitième place             |  |          |
| 2015  | Slovaquie     | Championnat du monde            | 5 | 1  | 0 | 1  | 2   | 0   | Neuvième place             |  |          |
| 2016  | Slovaquie     | Championnat du monde            | 6 | 1  | 1 | 2  | 8   | -3  | Neuvième place             |  |          |
| 2019  | Slovaquie     | Championnat du monde            | 7 | 0  | 1 | 1  | 4   | -3  | Neuvième place             |  |          |
| 2022  | Slovaquie     | Jeux olympiques                 | 6 | 0  | 0 | 0  | 4   | -1  | Médaille de bronze         |  |          |
| 2024  | Slovaquie     | Championnat du monde            | 5 | 0  | 0 | 0  | 2   | -3  | Septième place             |  |          |